# Christof Gestrich
Christof Georg Gestrich (* 26. Februar 1940 in Ravensburg; † 3. Dezember 2018 in Berlin) war ein deutscher evangelischer systematischer Theologe.

## Beruflicher Werdegang

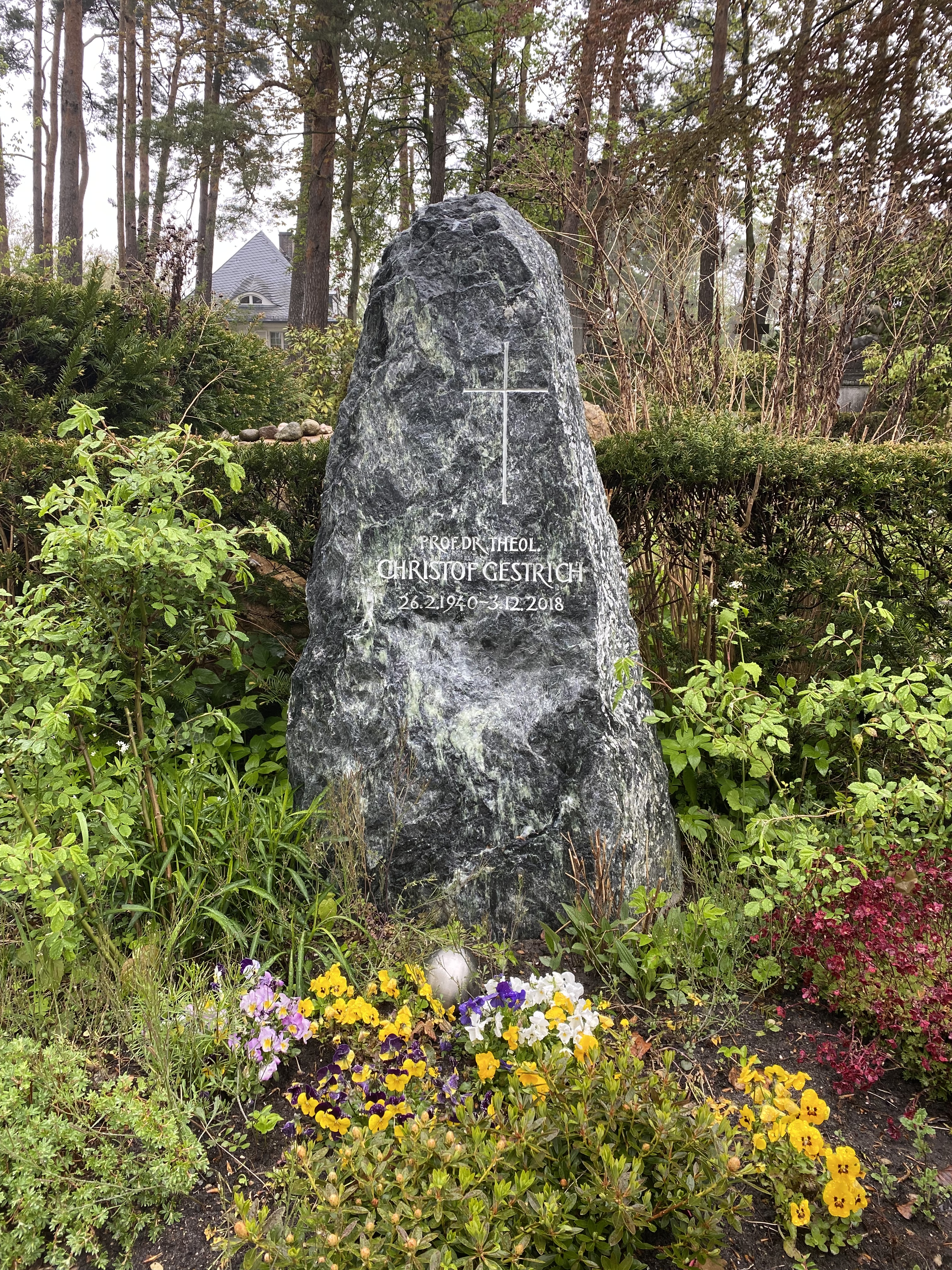
Grabstätte auf dem Evangelischen Kirchhof Nikolassee

Christof Georg Gestrich studierte von 1959 bis 1965 evangelische Theologie in Tübingen und Zürich zur Vorbereitung für das Pfarramt. Er war seit dem Wintersemester 1959/60 Mitglied der Studentenverbindung Akademische Gesellschaft Stuttgardia Tübingen, der bereits sein Vater angehörte. Die erste Kirchliche Dienstprüfung legte er 1965 in Tübingen ab, 1967 folgte die Promotion zum Dr. theol. in Kirchengeschichte an der Universität Zürich, dann die zweite Kirchliche Dienstprüfung 1968 in Stuttgart.
1968 wurde Gestrich in der Evangelischen Landeskirche in Württemberg ordiniert, 1974 habilitierte er im Fach evangelische systematische Theologie an der Universität Tübingen. 1974–1979 wirkte er als Dorfpfarrer in Täbingen (Dekanat Balingen) und als Privatdozent in Tübingen. 1979 erfolgte eine Berufung zum ordentlichen Professor für systematische Theologie an die Kirchliche Hochschule Berlin (in Berlin-Zehlendorf), deren Rektor er 1984–1986 war (1986–1988 Pro-Rektor; 1990–1993 Ephorus; 1992–1993 Amtsverweser des Kurators). 1982 bis 1984 war er Mitglied der Kirchenleitung und der Synode der Ev. Kirche in Berlin-Brandenburg (Berlin West); 1997 bis 2006 erneut Mitglied der Synode der Evangelischen Kirche in Berlin-Brandenburg und Leiter von deren Theologischem Ausschuss. 1984 war er Mitbegründer und -herausgeber der Berliner Theologischen Zeitschrift (BThZ), zeitweilig auch deren Schriftleiter. 1992 begründete er die jährlichen Berliner Werner-Reihlen-Vorlesungen zum Gespräch der Theologie mit anderen Wissenschaften unter besonderer Berücksichtigung der Ethik, die er auch des Öfteren leitete.
1992 lehnte Gestrich einen Ruf an die Theologische Fakultät der Universität Basel ab, 1993 nahm er einen Ruf an die Theologische Fakultät der Humboldt-Universität zu Berlin an als ordentlicher Universitätsprofessor auf dem Lehrstuhl systematische Theologie mit den Schwerpunkten Hermeneutik, Religionsphilosophie, Ethik. 2007 wurde er dort emeritiert. Er wirkte weiterhin als ehrenamtlicher Pfarrer in Berlin (seit 1993) und Vorsitzender des Ethikkomitees des Evangelischen Krankenhauses Königin Elisabeth Herzberge (KEH) in Berlin-Lichtenberg (seit 2003). Längere Auslandsaufenthalte mit theologischen Lehraufträgen führten ihn in die USA, nach Russland und Tansania. 2009 übernahm er eine Lehrstuhlvertretung an der Universität Greifswald.
Christof Gestrich wurde auf dem Evangelischen Kirchhof Nikolassee beigesetzt.

## Wirken
Zu den Arbeitsfeldern Gestrichs zählten die hermeneutische und religionsphilosophische Durchleuchtung von Glaubensfragen, der Dialog mit der Orthodoxen Kirche (insbes. Russlands), Medizinethik und Ethikbegründung. Als Pfarrer wirkte er auch in Predigt und Seelsorge.

## Werke
- Neuzeitliches Denken und die Spaltung der Dialektischen Theologie. Zur Frage der natürlichen Theologie. (BHTh 52) Tübingen 1977.
- Die Wiederkehr des Glanzes in der Welt. Die christliche Lehre von der Sünde und ihrer Vergebung in gegenwärtiger Verantwortung. (1989), 2. Aufl. Tübingen 1995.
- Christentum und Stellvertretung. Religionsphilosophische Untersuchung zum Heilsverständnis und zur Grundlegung der Theologie. Tübingen 2001.
- Peccatum – Studien zur Sündenlehre. Tübingen 2003.
- Die Seele des Menschen und die Hoffnung der Christen. Evangelische Eschatologie vor der Erneuerung. Frankfurt/M. 2009.
- Die menschliche Seele – Hermeneutik ihres dreifachen Wegs. Tübingen 2019